# Suzuki Equator
Suzuki Equator – samochód osobowy o nadwoziu pick-up montowany przez Nissana w oparciu o model Navara, a sprzedawany przez japońską firmę Suzuki w latach 2008 - 2011. Pojazd po raz pierwszy został zaprezentowany podczas targów motoryzacyjnych w Chicago w 2008 roku.
Do napędu użyto dwóch jednostek benzynowych, bazowa R4 2,5 l o mocy 155 KM (113 kW) oraz momencie obrotowym 232 Nm dostępna z napędem RWD oraz opcjonalna V6 o pojemności czterech litrów, mocy 265 KM (195 kW) i momencie 381 Nm dostępna z napędem AWD. Dostępne są dwie skrzynie biegów, 5-biegowa manualna bądź automatyczna o tej samej liczbie przełożeń.